# Zegge
Zegge (Carex) is een geslacht van zowel bladverliezende als groenblijvende overblijvende kruiden met een grasachtige groeivorm, behorend tot de cypergrassenfamilie (Cyperaceae). Het geslacht Carex is met ruim 2000 soorten een van de grootste geslachten van de bedektzadigen.

## Algemeen overzicht
De soorten van de voormalige geslachten Cymophyllus (monotypisch), Kobresia (ongeveer 60 soorten), Schoenoxiphium (ongeveer 15 soorten) en Uncinia (ongeveer 70 soorten) zijn naar aanleiding van moleculair-genetisch onderzoek bij het geslacht Carex gevoegd, waardoor Carex een monofyletisch geslacht is geworden binnen de geslachtengroep (tribus) Cariceae. Dit bleek in 2015 uit het werk van de Global Carex Group.

### Bloemen
De mannelijke (♂) bloemen bestaan uit twee of drie meeldraden en staan in de oksel van een kafje. 
De vrouwelijke (♀) bloemen bestaan uit een stamper met een afgeplat of driekantig, eenzadig vruchtbeginsel, een stijl en twee of drie stempels. De vrouwelijke bloemen staan binnen een omgevormd hoogteblad, het urntje of perigynium.

### Bloeiwijze
Binnen het urntje (perigynium) is er een asje, dat bij veel soorten volledig gereduceerd is, maar dat bij verschillende soorten wel is uitgegroeid en zelfs nog mannelijke bloemen kan dragen. De bloemen staan in samengestelde bloeiwijzen, die bij veel soorten sterk gereduceerd zijn. 
De bloeihalm van zeggesoorten is een synflorescentie, waarbij de hoofdas (spil, rachis) aan zijn top eindigt met gewoonlijk een opeenhoping van mannelijke bloemen (traditioneel 'eindaar' of 'mannelijke aar' genoemd). 
Onder dit deel van de bloeiwijze ligt de 'paracladiale zone', die zo genoemd wordt wegens de aanwezigheid van een of meer paracladia (enkelvoud: paracladium), die bestaat uit een zijtakken (rachillae) met bloemen. 
De architectuur van de paracladia is een herhaling van die van de hoofdas van de bloeiwijze, met aan het uiteinde een opeenhoping van mannelijke bloemen en daaronder weer gemengdbloemige deelbloeiwijzen. De paracladia staan in de oksel van een schutblad (bractee). Aan de basis van een paracladium bevindt zich om de stengel een laagte- of voorblad dat de stengel (vrijwel) geheel omgeeft en cladoprofyllum wordt genoemd. De paracladia eindigen in een distaal gelegen coflorescentie, een verzameling mannelijke bloemen. Meer proximaal ('beneden', naar de aanhechtigsplaats van de zijtak) bevindt zich vaak het vrouwelijke deel van de bloeiwijze of soms paracladia (zijtakken) van een hogere orde in de oksel van een schutblad. De architectuur van de paracladia van hogere orde is weer een herhaling van die van de paracladia van lagere orde maar zijn geoonlijk eenvoudiger van bouw.
Binnen het geslacht Carex is er een grote mate van reductie van delen van de bloeiwijze.

### Determinatie
Om soorten op naam te brengen (determineren) is het vaak noodzakelijk om de gehele plant inclusief de ondergrondse delen van de plant te bekijken. Ook de rijpe nootjes met hun urntje (een soort van schutblad (bractee)) zijn belangrijk voor de determinatie. Het geslacht bevat een aantal moeilijk te determineren soorten, ook al vanwege de uitgebreide bastaardvorming (hybridisatie). 

### Voorkomen
Het geslacht zegge (Carex) heeft een vrijwel kosmopolitische verspreiding, maar komt vooral voor in gematigde en koude streken, en met een grote verscheidenheid aan standplaatsen. Zegges komen in veel habitats voor, met een voorkeur voor een vochtig substraat. 
Enkele zeggesoorten worden als "siergras" gebruikt.

## Historische omgrenzing
Linnaeus onderscheidde in Species plantarum (1753) het geslacht Carex, oorspronkelijk met 29 soorten. 
Aan het einde van de 20e eeuw werd het geslacht Carex geplaatst in de geslachtengroep (tribus) Cariceae samen met de geslachten Kobresia, Uncinia, Schoenoxiphium en Cymophyllus met in het totaal 2150 soorten. Het geslacht Carex werd op verschillende manieren onderverdeeld in ondergeslachten. De classificatie van Georg Kükenthal heeft de meeste invloed gehad. Hij onderscheidde vier ondergeslachten: Carex subg. Carex, Carex subg. Vignea, Carex subg. Indocarex en Carex subg. Primocarex. Deze indeling is voornamelijk gebaseerd op de rangschikking van de mannelijke en vrouwelijke aren op de stengel.
Het geslacht Carex werd uiteindelijk onderverdeeld in de vier ondergeslachten, waarvan de meeste niet monofyletisch bleken te zijn:
- Carex subg. Carex met 1450 soorten met een wereldwijde verspreiding[4] De bloeiwijze heeft 1 of meer mannelijke toparen, die sterk verschillen van de vrouwelijke aren. De meeste soorten hebben een vruchtbeginsel met twee stempels.[5]
- Carex subg. Psyllophora (Degl.) Peterm. (komt overeen met Kükenthal's ondergeslacht "Primocarex") met 70 soorten[3] Soorten met een aar. De vruchtbeginsels hebben drie stempels.
- Carex subg. Vignea (P. Beauv. ex T. Lestib.) Peterm. met 350 soorten, met kosmopolitische verspreiding[4] Aren tweeslachtig en zittend. De vruchtbeginsels hebben twee stempels.
- Carex subg. Vigneastra (Tuckerman) Kükenthal (komt overeen met Kükenthal's ondergeslacht "Indocarex"[3]) met 100 soorten, tropisch en subtropisch Azië[4] Soorten met gesteelde, tweeslachtige aren. De vruchtbeginsels hebben drie stempels.

Omstreeks de eeuwwisseling verschenen de eerste moleculair fylogenetische analyses op grond van een beperkt aantal genen, waaruit bleek dat de geslachtengroep Cariceae monofyletisch was. Binnen de cypergrassen is de geslachtengroep Scirpeae te zien als zustergroep van de geslachtengroep Cariceae, of zijn de Cariceae genest binnen de Scirpeae. De Global Carex Group voegde alle soorten van de geslachten Cymophyllus (monotypisch), Kobresia (ongeveer 60 soorten), Schoenoxiphium (ongeveer 15 soorten) en Uncinia (ongeveer 70 soorten) zijn samen binnen het geslacht Carex s.l.
Later onderzoek (2007) vond plaats op grond van het nucleair genoom en het plastoom. Op grond hiervan worden drie clades onderscheiden:
1. "core Vignea clade" (grofweg overeenkomend met het ondergeslacht Vignea)
2. "core Carex clade" (met de ondergeslachten Carex en Vigneastra)
3. de "caricoide clade" (met de ondergeslacht Psyllophora, en de geslachten Cymophyllus, Kobresia, Schoenoxiphium en Carex).
Hierbinnen zijn weer twee clades te onderscheiden:
  - de "Schoenoxiphium clade" met Schoenoxiphium en enkele soorten uit het oorspronkelijke geslacht Carex
  - de "core unispicate clade" met Kobresia, Uncinia, Cymophyllus en soorten van Carex subg. Psyllophora.

Op grond van verder onderzoek (2014) moest geconcludeerd worden dat het geslacht Carex in de traditionele omgrenzing niet monofyletisch was, evenals de traditionele ondergeslachten met uitzondering van ondergeslacht Vignea. Daarbij werd duidelijk dat bij het vasthouden aan de andere monofyletische geslachten in de geslachtengroep Cariceae (te weten: Uncinia en Schoenoxiphium) het geslacht Carex parafyletisch en het geslacht Kobresia polyfyletisch zou zijn. 
De omgrenzingen en samenstelling van het geslacht Carex en van de geslachtengroep Cariceae waren toe aan herziening. Door het geslacht Carex op te vatten als het enige geslacht in de geslachtengroep (tribus) Cariceae met meer dan 2000 soorten wordt taxonomische stabiliteit bereikt. Hiervoor waren talrijke nomenclatorische wijzigingen in botanische namen noodzakelijk.

## Kenmerken

### Vegetatieve kenmerken
De vegetatieve kenmerken zijn tamelijk constant binnen het geslacht zegge. De bladeren zijn grasachtig met een middennerf, maar bij het voormalige geslacht Cymophyllus zijn echter afwijkend door het ontbreken van een middennerf. Bij uitzondering zijn enkele andere soorten breedbladig. De bladeren staan in drie rijen.
Zeggesoorten zijn vrijwel alle overblijvende kruiden. Enkele soorten bloeien reeds in het eerste jaar en zetten dan vrucht, waarna ze afsterven. Enkele andere soorten hebben een korte levensduur en leven slechte enkele jaren.
Alle soorten vormen wortelstokken, die echter bij pollenvormende soorten zeer kort zijn. De rizomen kunnen ook als uitlopers gevormd zijn, zodat de planten uitgestrekte zoden vormen. Enkele soorten, zoals stijve zegge (C. elata) hebben ook verticaal groeiende rizomen.
De stengel is op dwarse doorsnede meestal driekantig of zelden rond. Bij de meeste soorten zijn de enige bovengrondse stengels de bloeistengels. De bladeren staan ingeplant aan de basis of verspreid langs de stengel. Bij vegetatieve spruiten bestaat het bovengrondse deel voornamelijk uit de elkaar overlappende bladscheden, slecht zelden is er een echte stengel met knopen en daartussen internodiën. Bij enkele soorten zijn er tot lange stolonen omgevormde spruiten, die dienen voor de vegetatieve vermeerdering.
De bladeren zitten aan de basis en in drie rijen aan de stengels (bij grassen daarentegen in principe in twee rijen), maar bij enkele soorten zijn alle bladeren ingeplant aan de basis. 
Bij de overgang van blaschede naar bladschijf is er een ligula. De bladschijf is in dwarse doorsnede vlak (en heeft dan een middennerf), V-vormig of M-vormig. Zelden is de bladschijf lijnvormig, ingerold of rond, maar meestal smaller dan 20 mm breed.

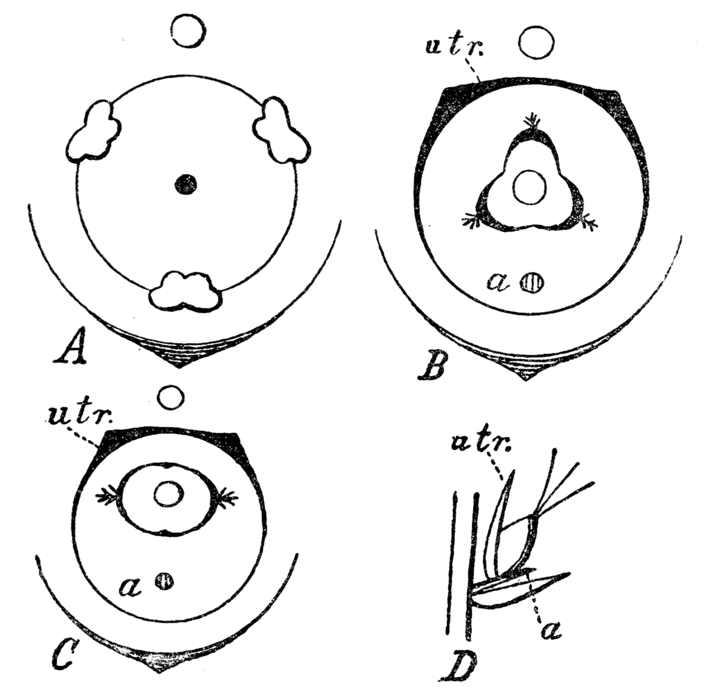
A: ♂ bloei, B-D: (deel)bloeiwijzen met ♀ bloem in urntje (schematisch).

### Bloemen en bloeiwijzen
De termen "bloem", "vrouwelijke bloem", "bloeiwijze", "aartje" en "aar" hebben op verschillende wijzen en daardoor onduidelijk gedefinieerde betekenissen. Ze worden hieronder besproken op een plantenmorfologisch correctere wijze, maar ook worden daarbij de traditionele termen genoemd.
De bloemen bij het geslacht Carex wijken door hun eenslachtigheid en door de afwezigheid van een periant duidelijk van af van die bij de zustergroep, het geslacht Scirpus, waar de bloemen tweeslachtig zijn en een uit 6 borstels bestaand periant hebben. Er is dus bij het geslacht Carex een duidelijk onderscheid tussen meeldraadbloemen (mannelijk) en stamperbloemen (vrouwelijk).
Door hun sterke reductie lijken bij de meeste zegges de synflorescenties (bloeiwijzen) gewoonlijk op eenvoudigere bloeiwijzen, zoals een groepje bijeen staande "aren".

#### Meeldraadbloemen
De (♂) meeldraadbloemen zijn zeer sterk gereduceerd en bestaan uit slechts twee of drie meeldraden en hebben geen bloembekleedsels (geen bloemkroon en geen bloemkelk). De meeldraadbloemen staan steeds in de oksel van een kafje zijdelings op de hoofdas (rachis, spil) of op een zijasje (rachilla). 
De meeldraadbloemen staan bijeen in een deel van de bloeiwijzen in een coflorescentie aan het uiteinde van de spil van de samengestelde bloeiwijze. In dit laatste geval is "mannelijke aar" de traditionele term voor zo'n coflorescentie. Mannelijke bloemen zijn verder vaak te vinden aan de uiteinden van zijtakken (paracladia) in de bloeiwijzen.

#### Stamperbloemen
De (♀) 'stamperbloemen' hebben geen bloemdek (periant) en bestaan uit slechts een stamper met een eenzadig vruchtbeginsel, een stijl en twee of meestal drie stempels. Het vruchtbeginsel is afgeplat met twee ribben of (gewoonlijk) driekantig. De vrucht is een afgeplat of driekantig, eivormig nootje.
De stamperbloemen zijn omgeven door een zak- of flesvormig perigynium (vaak "urntje" of "utriculum" genoemd) aan de basis van een soms sterk tot volledig gereduceerde rachilla. Het perigynium staat steeds in de oksel van een kafje. De vrouwelijke stamperbloemen staan dus binnen een perigynium of urntje (utriculum). Het flesvormige perigynium of urntje (utriculum) omgeeft de stamperbloem bijna volledig, met uitzondering van de opening aan de top. Door de opening van het perigynium treden de stempels naar buiten, en soms is er zelfs een uittredende rachilla. De uittredende rachilla is bij sommige soorten haakvormig, en bij andere soorten kunnen ze aan het uiteinde meeldraadbloemen dragen, elk in de oksel van een kafje. De meest complexe rachillae hebben zelf weer zijtakjes: rachillae van de tweede orde met weer urntjes met eventueel stamperbloemen en/of meeldraadbloemen. 
In determinatiewerken wordt traditioneel het perigynium of "urntje" met daarin de stamperbloem de "vrouwelijke bloem" genoemd. Dit geheel van urntje met stamperbloem staat altijd in de oksel van een kafje. De gewoonlijk als "vrouwelijke bloem" opgevatte structuren zijn vrouwelijk (of zelden tweeslachtige) aartjes die bestaan uit een perigynium of urntje (in de oksel van een kafje) met daarin een sterk gereduceerde stamperbloem met één stamper of een nootje (vruchtbeginsel, stijl en stempels).

#### Bloeiwijzen
Zegges hebben de bloemen in een samengestelde, vertakte bloeiwijzen: synflorescenties. Een synflorescentie is een samengestelde, sterk vertakte bloeiwijze, die gekenmerkt wordt door een rachis of bloeispil met een eindelings deel van de bloeiwijze met daaronder zijdelings ingeplante paracladia (zijtakken met deelbloeiwijzen). De architectuur van de paracladia komt overeen met die van de synflorescentie zelf, en vormt een herhaling daarvan met meestal enkele gereduceerde onderdelen. 
Er is als hoofdbloeiwijze de gewoonlijk terminale groep van op de rachis bijeen staande meeldraadbloemen, de coflorescentie, wat in de oudere nog veel gebruikte terminologie de "mannelijke aar" wordt genoemd. 
Onder deze coflorescentie van de hoofdbloeiwijze kan zich een paracladiale zone bevinden met een of enkele vertakkingen (rachilla's). Een paracladium (zijtak) staat bij zegges (en bij andere cypergrassen) in de oksel van een bractee (schutblad) of van een kafje. Deze paracladia eindigen gewoonlijk elk ook weer in een coflorescentie (een groep van mannelijke bloemen) en kunnen onderaan ook weer vertakt zijn met rachilla's (zijtakken) van hogere orde. 

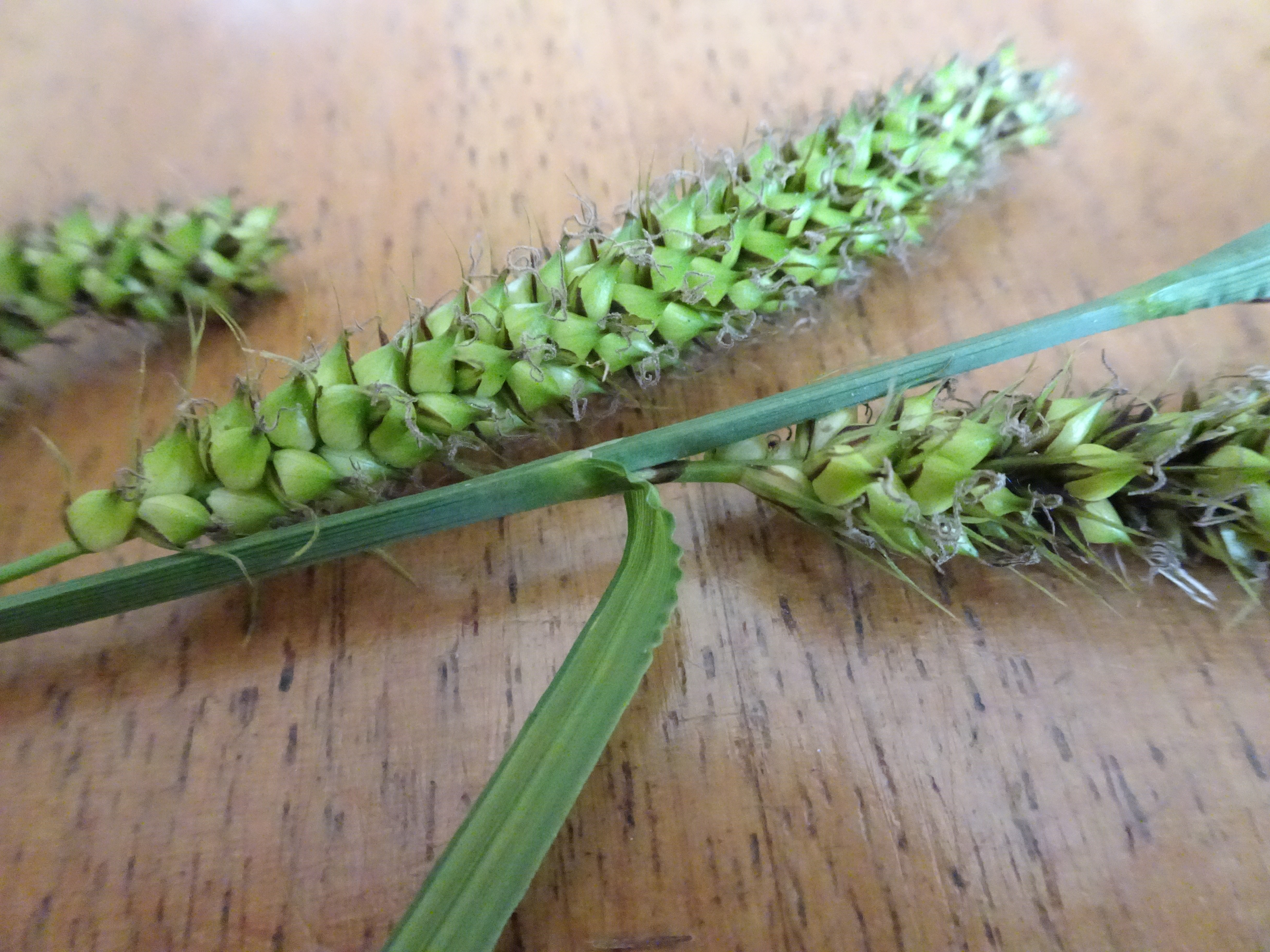
Oeverzegge (C. riparia), met een cladoprofyllum (met donkere rand) in de oksel van het teruggeslagen schutblad in het midden van de afbeelding

De rachis van de bloeihalm staat in de oksel van een loofblad, en heeft om de basis een meestal om de as sluitend kokervormig cladoprofyllum. Een cladoprofyllum is een kokervormig, vliezig voorblad (profyl) dat de basis van de rachis of van de rachilla omgeeft. 
De rachilla van het paracladium staat in de oksel van een schutblad of bractee, en heeft om de basis van de zijtak (rachilla) een meestal nauw om de as sluitend kokervormig cladoprofyllum. Het cladoprofyllum zit vaak verborgen binnen de bladschede van het schutblad. Bij een enkele soort is het voorblad een half open perigynium: een iets wijder voorblad en bevat een vrouwelijke bloem.
De paracladia lijken op aren of pluimen, afhankelijk van de mate van vertakking. Vergelijkbare, sterk vertakte bloeiwijzen komen voor bij andere cypergrassen (Cyperaceae) en bij de echte grassen (Poaceae of Graminae). Bij deze laatste is er echter geen bractee of kafje bij de inplanting van de paracladia.
Er zijn bij de knopen in de bloeiwijzen vier verschillende mogelijkheden:
1. knopen met "slapende knoppen" hebben hoogstens kafjes
2. bij een "inflorescentie-knoop" kan de knop uitgroeien tot een zijtak van de volgende orde,
3. bij een "stamperbloem-knoop" kan de knop uitgroeien tot een rachilla met elk ten minste een stamperbloem en een omgevend perigynium (urntje),
4. bij een "meeldraadbloem-knoop" kan de knop uitgroeien tot meeldraadbloemen direct op de betreffende zijtak.

Dit patroon kan zich herhalen bij vertakkingen van de tweede, derde orde of nog hogere orde bij enkele soorten. De eerste twee knooptypen zijn in principe gelijk in het produceren van een zijas of rachilla, die zelf, of direct op de as of na opnieuw te vertakken, ten minste een bloem voortbrengen.
De architectuur van de bloeiwijzen bij Carex verschilt principieel van die van de andere cypergrassen: de stamperbloemen zijn allen daar te vinden waar zich vertakkingen bevinden, en waar het eerste profyl op de nieuwe zijtak de stamperbloem als een "urntje" omsluit.
| Samenvattend: - de gewoonlijk als "aren" opgevatte structuren zijn de paracladia of zijtakken van de eerste orde van de synflorescenties. Als er geen paracladia zijn, wordt de bloeiwijze "eenarig" genoemd. Het probleem met de term "aren" is, dat deze niet meer gebruikt kan worden als de paracladia nogmaals vertakt zijn, met name bij de zeggesoorten die werden gerekend tot het voormalige geslacht Schoenoxiphium. - de als "vrouwelijke aren" opgevatte deelbloeiwijzen zijn de gewoonlijk lager geplaatste paracladia, waaraan zich alleen "vrouwelijke bloemen" bevinden. De rachillae binnen de perigynia (urntjes) dragen dan geen mannelijke bloemen of verdere "vrouwelijke bloemen". - de als "mannelijke aar" opgevatte deelbloeiwijze is een coflorescentie, een opeenhoping van meeldraadbloemen aan het einde van de hoofdbloeiwijze: de synflorescentie. |

#### Perigynium en rachilla
In twee belangrijke punten wijken de aartjes bij de zeggen (Carex) af van die bij de meer karakteristieke soorten binnen de onderfamilie Cyperoideae van de cypergrassen: het tot perigynium (urntje) ontwikkelde voorblad (profyl), en de reductie van de rachillae.
Het perigynium of urntje is bij de zeggen een gemodificeerd voorblad of profyl tot in een gewoonlijk zak- of flesvormige structuur. Het perigynium omsluit de basis van de "rachilla", secundaire spruit, zij-asje, en is evenals het vruchtbeginsel min of meer driekantig of meer afgeplat. 
De stijl en stempel steken door de bovenopening van het perigynium naar buiten. Bij enkele soorten van het voormalige geslacht Kobresia is het perigynium nog wijder geopend. Bij het voormalige geslacht Schoenoxiphium is opening van sommige perigynia zelfs tamelijk wijd. Het perigynium lijkt dan een overgang te vormen naar een cladoprofyllum
De rachilla is rudimentair bij het voormalige geslacht Cymophyllus en afwezig of, bij Carex (oude omgrenzing) bij de meeste soorten, gereduceerd tot een zeer kleine structuur.
Bij de voormalige geslachten Kobresia, Uncinia, Schoenoxiphium en enkele soorten van Carex (oude omgrenzing) is de rachilla in verschillende mate ontwikkeld.
- Bij soorten van het voormalige geslacht Schoenoxiphium kan de rachilla distaal (aan het uiteinde) enkele meeldraadbloemen (elk in de oksel van een kafje) dragen die uitsteken uit het perigynium met stampers.
- Bij veel soorten van het voormalige geslacht Kobresia en bij enkele soorten van Carex (oude omgrenzing) zijn ook distale meeldraadbloemen te vinden, restanten daarvan of slechts de daarbij behorende kafjes.
- Bij soorten van het voormalige geslacht Uncinia steekt de rachilla uit het perigynium en is distaal tot een haakje omgebogen (functioneel bij de verspreiding van de vruchten), maar het draagt slechts zelden meeldraadbloemen.

### Morfologische variatie
In het geslacht Carex kunnen verschillende typen bloeiwijzen en urntjes worden onderscheiden, op grond van de mate van vertakking en de mate van reductie van de onderdelen van de bloeiwijzen. De verschillende typen zijn genoemd naar de namen van de voormalige zelfstandige geslachten die nu worden gerekend tot het geslacht Carex. 
De verschillende typen zijn, geordend naar toenemende mate van reductie en afnemende mate van complexiteit:
1. schoenoxiphium-type
2. kobresia-type
3. uncinia-type
4. carex-type

Bij het schoenoxiphium-type is er een grote verscheidenheid in de bouw van de "aartjes". Binnen het urntje (die wijdmondig is en enigszins vergelijkbaar met een cladoprofyllum) staande rachilla kan aan het uiteinde nog meer meeldraadbloemen dragen, of zelfs nog daaronder enkele urntjes met stamperbloem en rachilla of urntjes met stamperbloem en rachilla met meeldraadbloemen. De bouw van de "aartjes" is verder vergelijkbaar met die bij het kobresia-type. 
Bij het carex-type worden de sterkst gereduceerde bloeiwijzen met meeldraadbloemen en vrouwelijke aartjes ("vrouwelijke bloemen") gevonden: de rachilla binnen het urntje is sterk gereduceerd tot afwezig. De bloeiwijze is bij een groot aantal soorten vertakt, maar onvertakt bij verscheidene andere soorten. Bij het uncinia-type zijn er vrouwelijke, waarbij er een rachilla door de opening van het urntje naar buiten steekt. Deze rachilla is haakvormig en heeft een functie bij de verspreiding van de vruchten. Bij het kobresia-type is de rachilla nog verder ontwikkeld en draagt aan het uiteinde enkele meeldraadbloemen in de oksel van kafjes. De bloeiwijze is onvertakt of vertakt. 

#### Schoenoxiphium-type

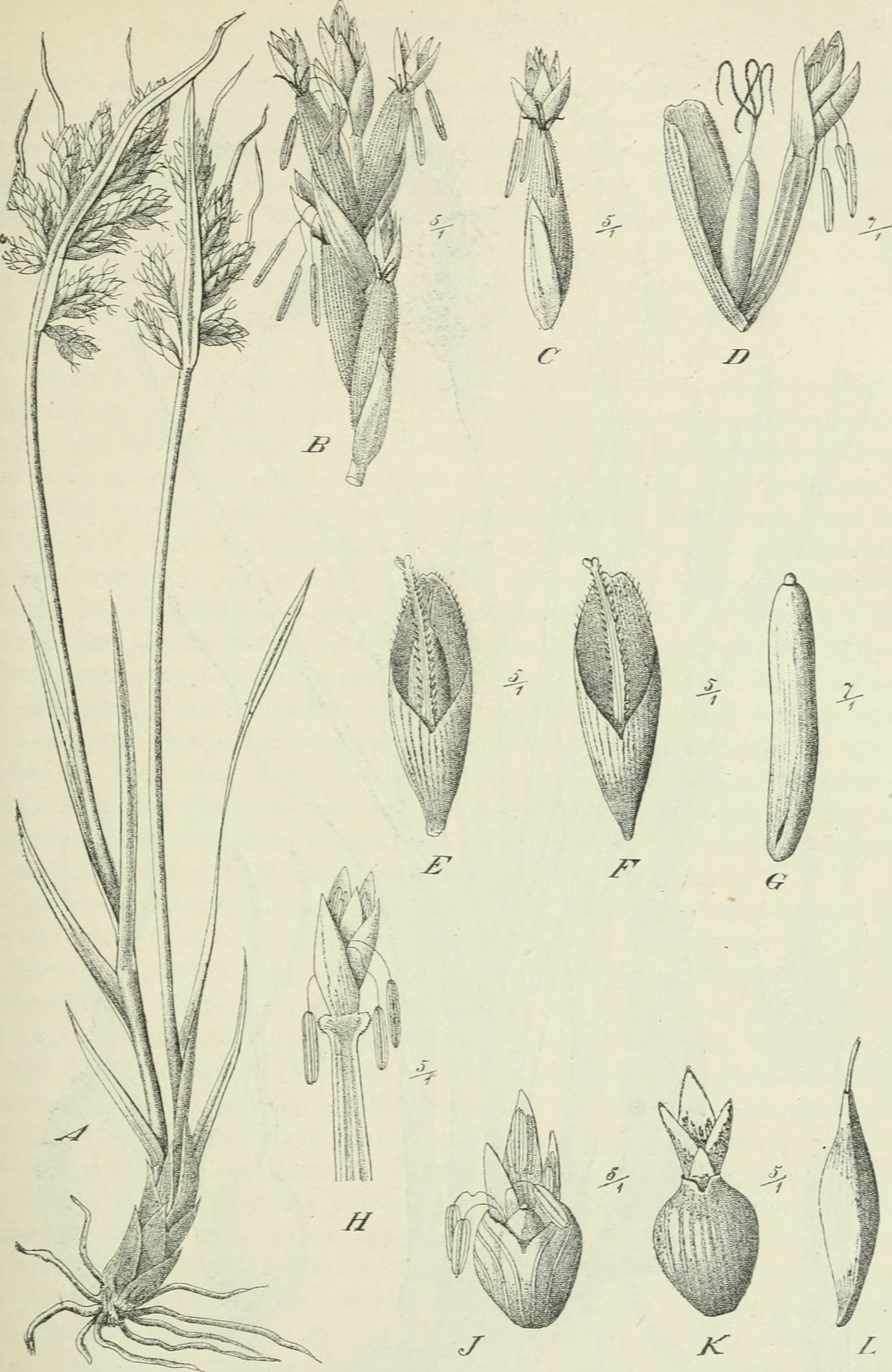
C. capensis Thunb. (Schoenoxiphium ecklonii Nees.)

Bij de Carex-soorten van het schoenoxiphium-type is de bouw van de aartjes divers.
Bij het eenvoudige type staat een vrijwel gesloten perigynium met een (♀) stamperbloem (stamper: vruchtbeginsel, stijl en stempels) en een rachilla met enkele (♂) meeldraadbloemen (3 meeldraden).
In een meerbloemig tweeslachtig (⚥) aartje met secundaire aartjesassen staat het geheel in de oksel van een kafje. Onderaan van de rachilla omvat een wijdmondig perigynium de basis ervan, met een binnen het perigynium geplaatste stamperbloem. Op de uitgegroeide rachilla bevinden zich aan het uiteinde (distaal) van de rachilla enkele meeldraadbloemen en daaronder enkelein perigynia geplaatste stamperbloemen met rachillae, waarop zich distaal weer meeldraadbloemen kunnen bevinden.
De synflorescentie van het schoenoxiphium-type bestaat uit verschillende paracladia (deelbloeiwijzen). Het proximale paracladium met twee in de oksel van een schutblad staande, meerbloemige, tweeslachtige (⚥) aartjes met cladoprofyllum; enkele tweeslachtige aartjes (met perigynium en rachilla met enkele meeldraadbloemen); coflorescence met enkele meeldraadbloemen.

#### Kobresia-type
Bij de Carex-soorten van het kobresia-type bevindt een perigynium zich in de oksel van een kafje, met enkele extra kafjes. In het perigynium staat een stamperbloem (stamper: vruchtbeginsel, stijl en stempels), naast een rachilla met een of enkele meeldraadbloemen (3 meeldraden) elk in de oksel van een kafje. Dit type tweeslachtige aartjes worden gevonden bij enkele Carex-soorten van het voormalige geslacht Kobresia.

Kobresia-type
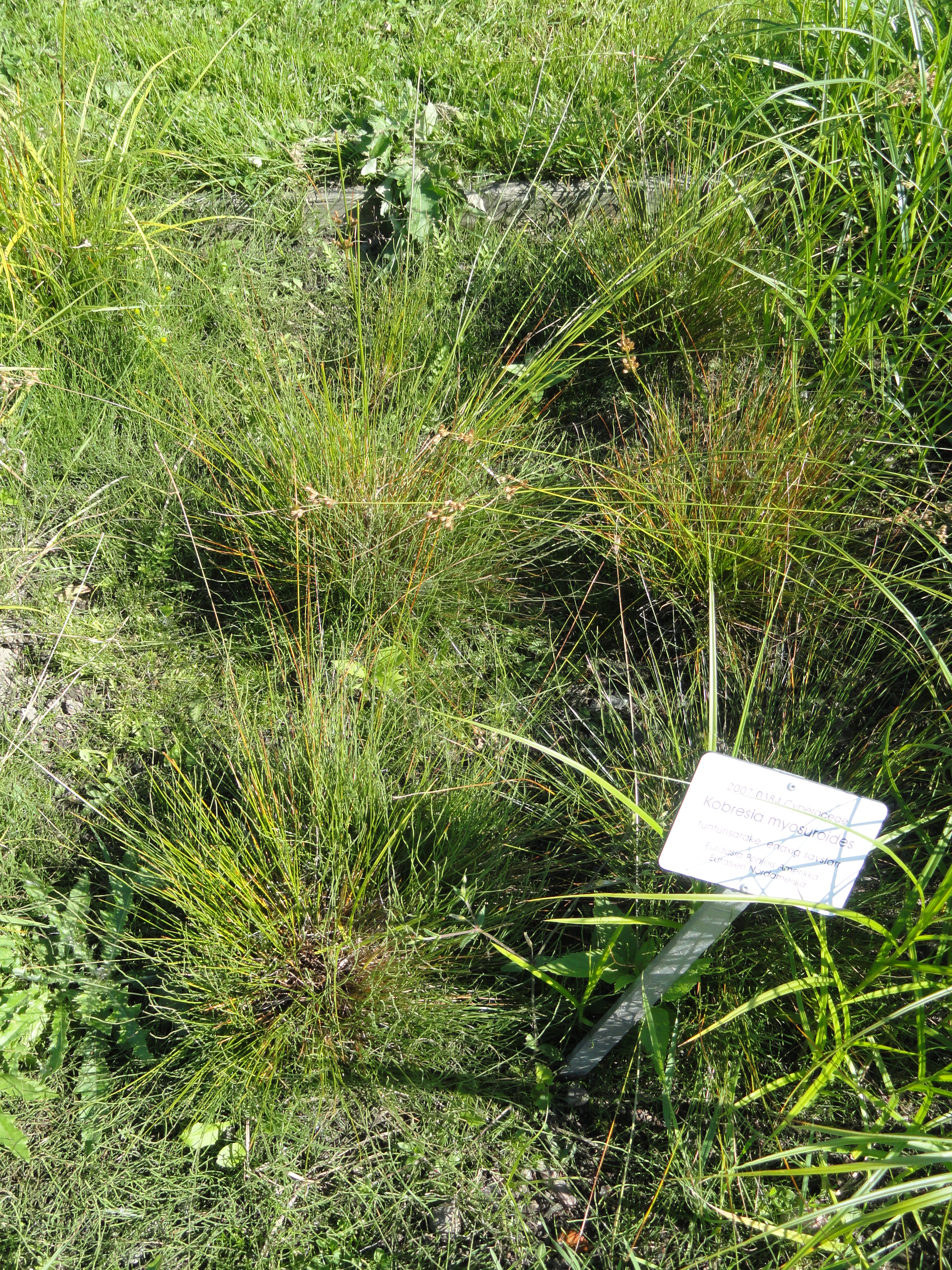
C. myosuroides Vill. (Elyna myosuroides (Vill.) Fritsch ex Janch., Kobresia myosuroides (Vill.) Fiori) in de botanische tuin, Helsinki
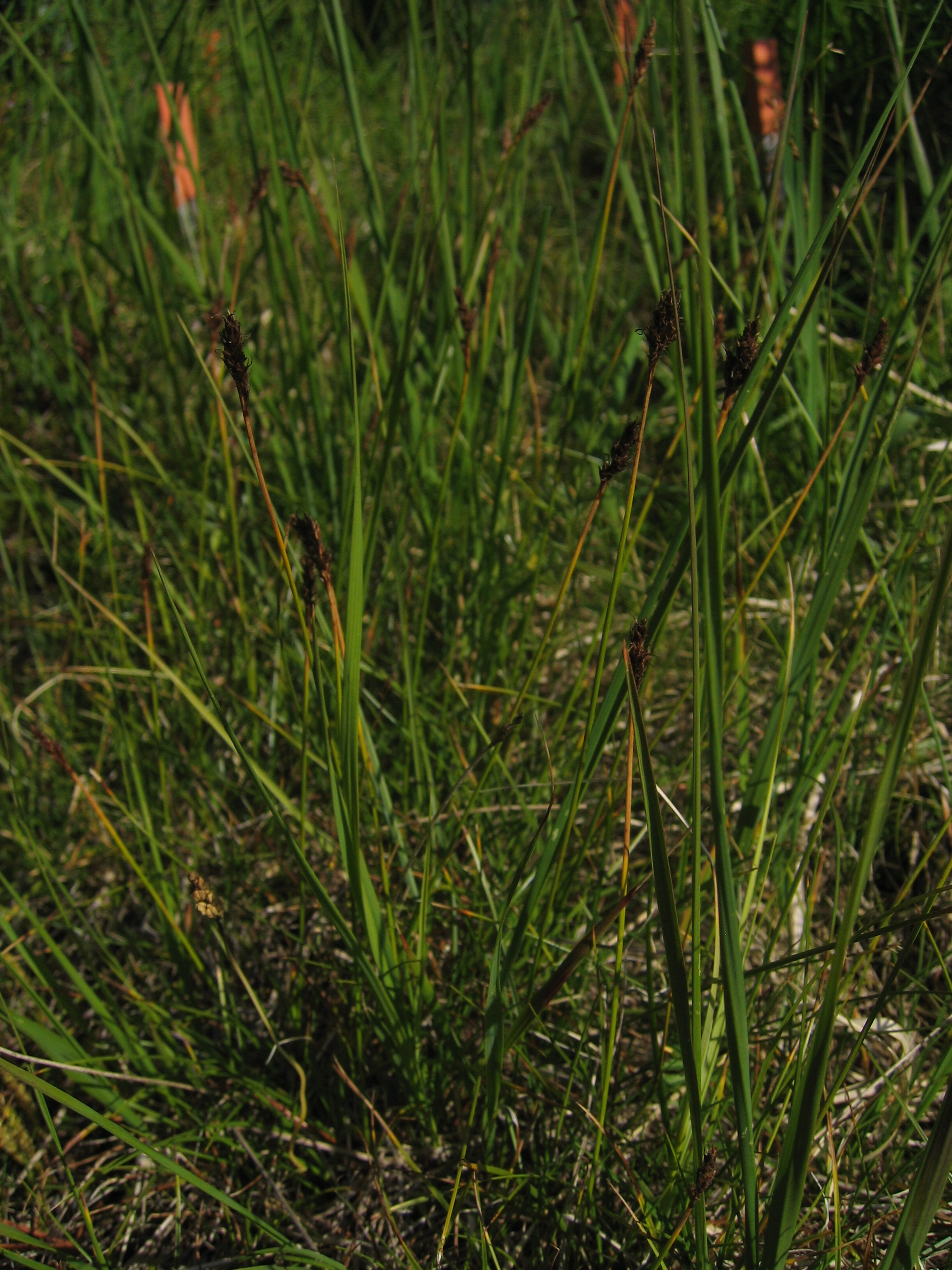
C. bistaminata (W.Z.Di & M.J.Zhong) S.R.Zhang (Kobresia caricina Willd., Kobresia simpliciuscula (Wahlenb.) Mack.) B: C. myosuroides Vill. (Elyna myosuroides (Vill.) Fritsch ex Janch., Kobresia myosuroides (Vill.) Fiori)

#### Uncinia-type
Bij Carex-soorten van het voormalige geslacht Uncinia komen enkelbloemige vrouwelijke aartjes voor. Er is een uit het perigynium uittredende rachilla. De rachilla draagt geen kafjes of bloemdelen maar heeft een haak aan het einde. De haak heeft een functie bij de verspreiding van de vruchten. Dit type eenslachtige aartjes worden gevonden bij enkele Carex-soorten van het voormalige geslacht Uncinia.
| - Uncinia-type - Uncinia-type met haakvormige rachillae bij C. corynoidea K.A.Ford (syn.: Uncinia uncinata) - C. megalepis K.A.Ford (syn.: Uncinia ferruginea) |

#### Carex-type
Bij het geslacht Carex in de oorspronkelijke omgrenzing en bij het voormalige geslacht Cymophyllus, maar ook sommige soorten bij de voormalige geslachten Schoenoxiphium en Kobresia, komen bloemen en aartjes van het carex-type voor. 
De aartjes worden gekenmerkt door afwezige of rudimentaire rachilla, een vrijwel gesloten, aan de top open perigynium (urntje) en stamper met een eenzadig vruchtbeginsel, stijl en twee of drie stempels. 
In vergelijking met de andere typen aartjes zijn die van het carex-type het sterkst gereduceerd.

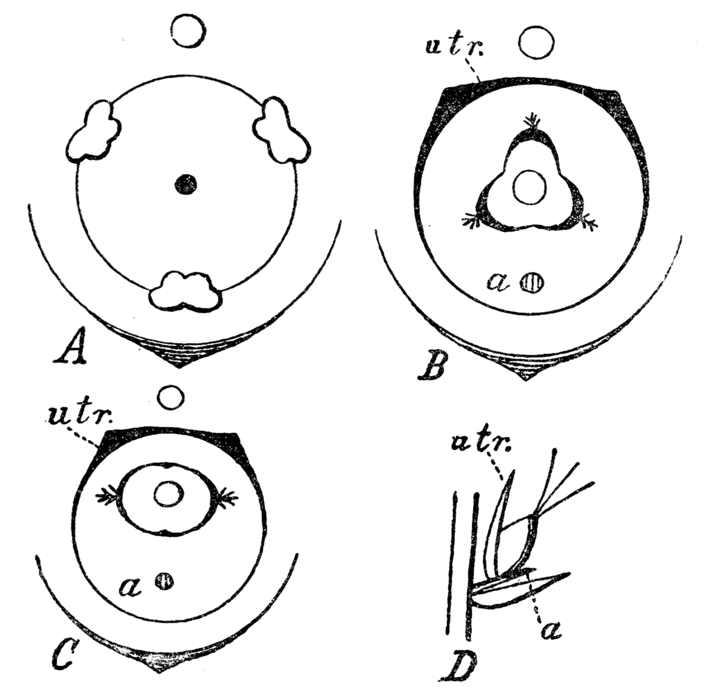
Bloemdiagram
----

Carex-type
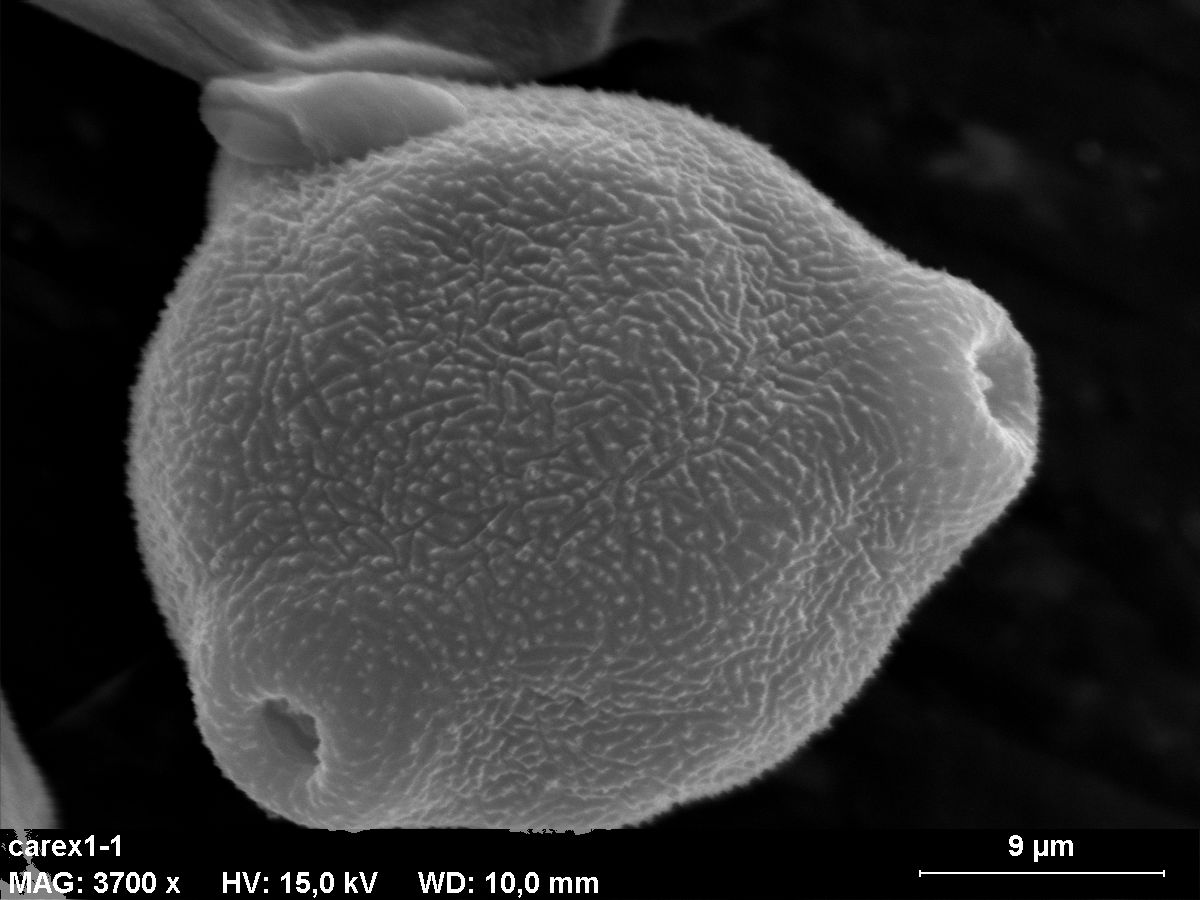
Stuifmeelkorrel van een zegge
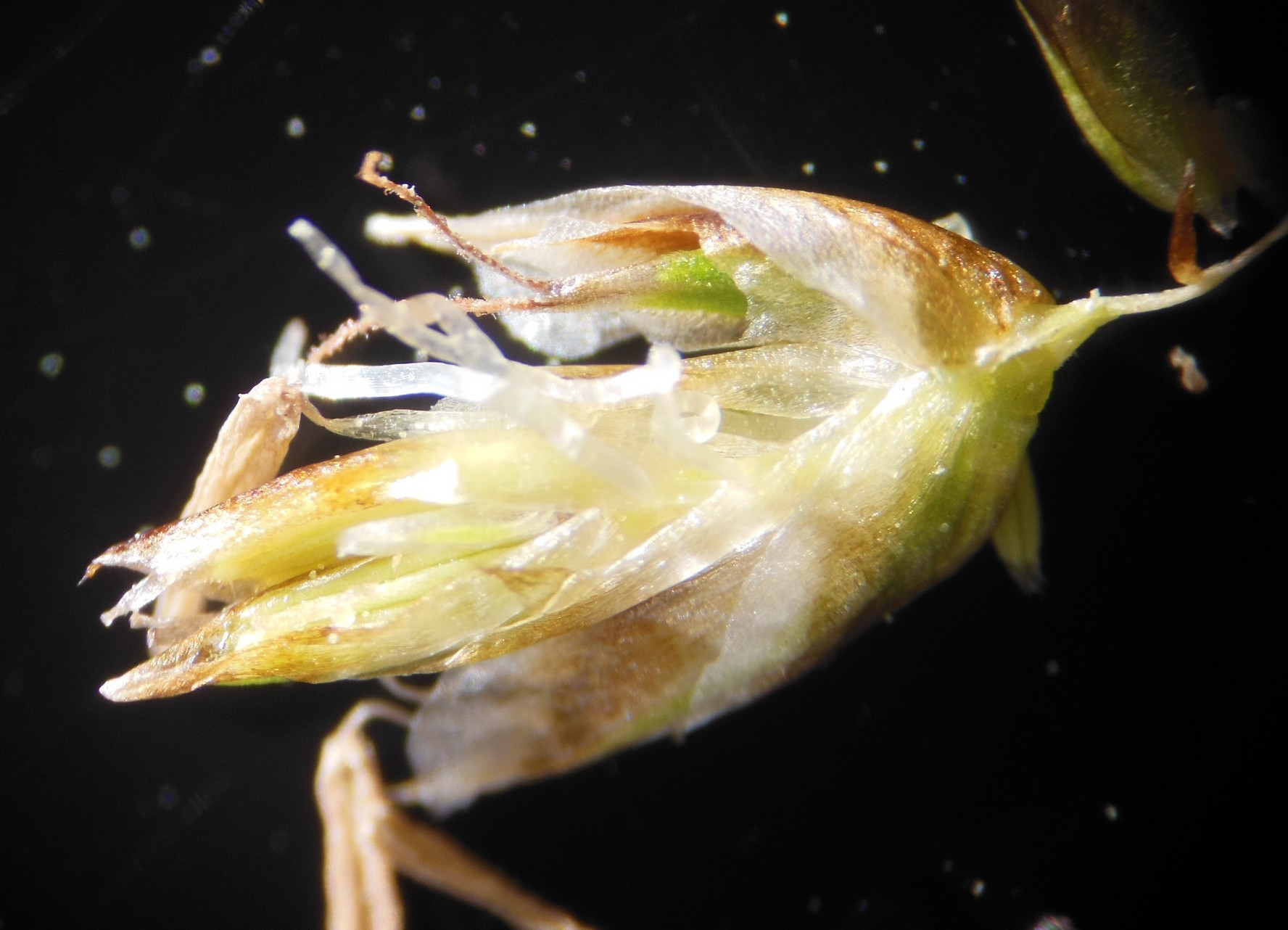
Bloemetjes van de pluimzegge (C. paniculata)
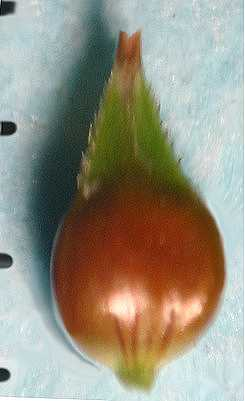
Urntje van de ronde zegge (C. diandra)
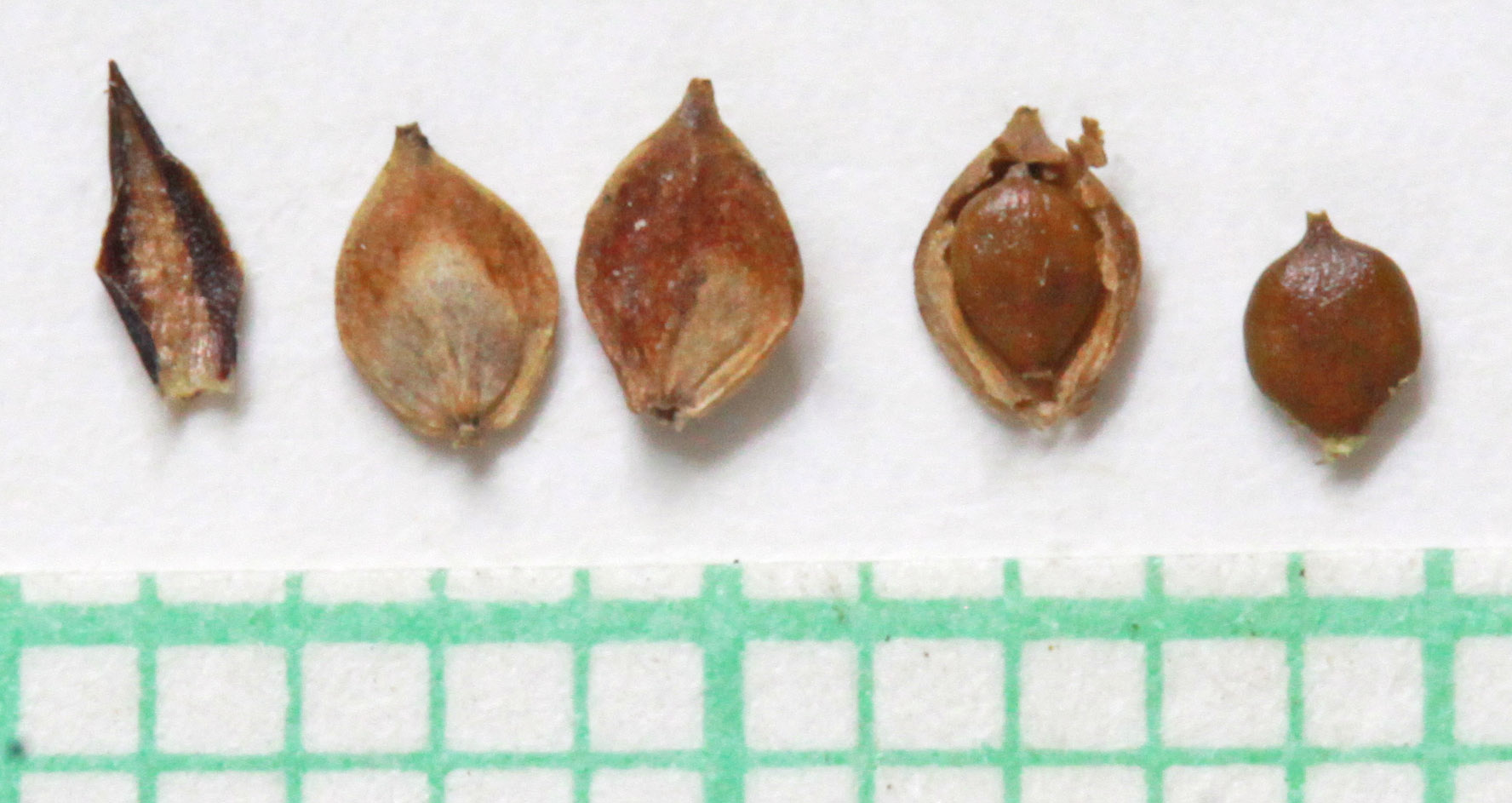
Kafjes, urntjes en nootjes van noordse zegge (C. aquatilis)

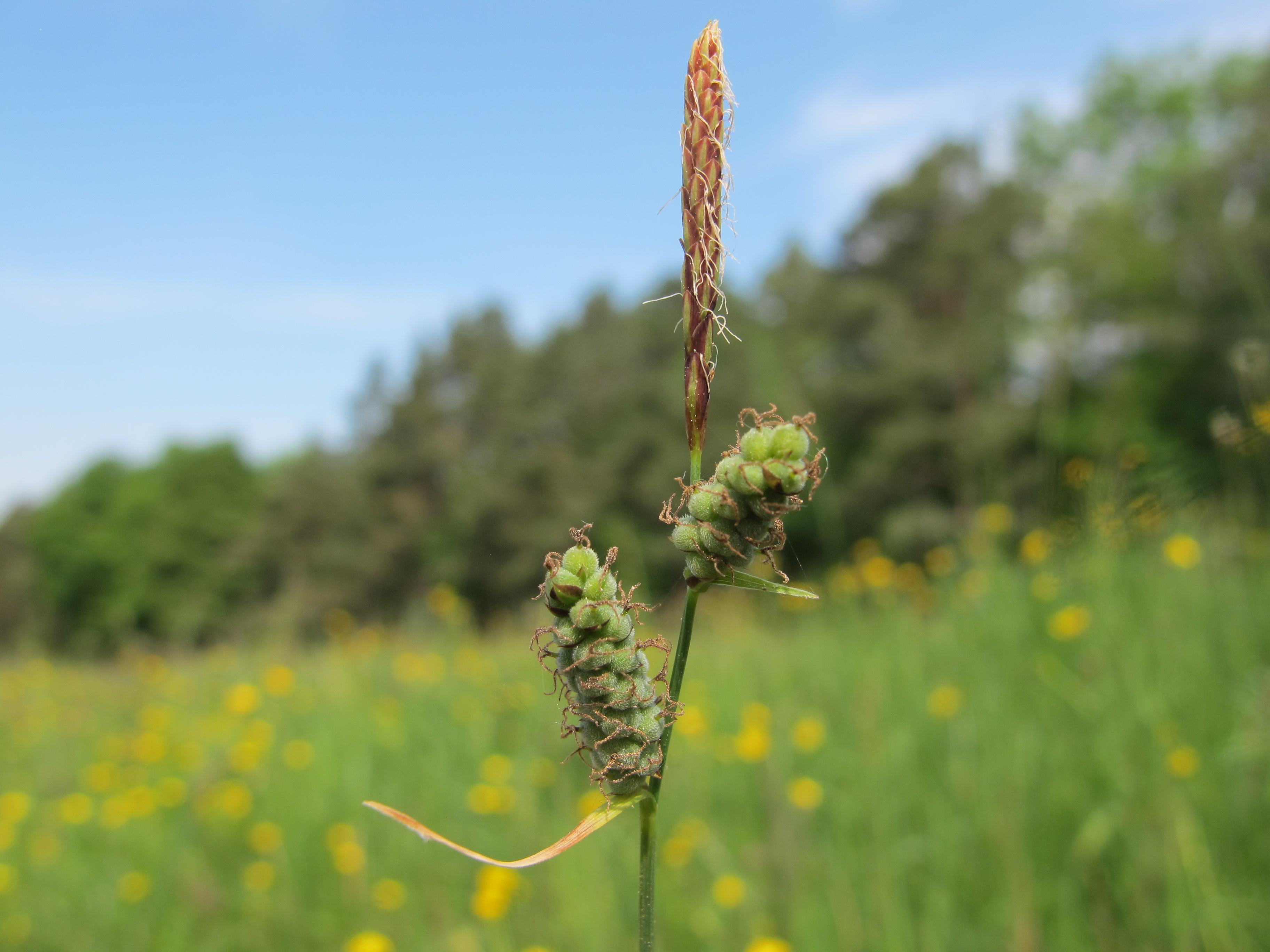
Viltzegge (C. tomentosa) bloeiwijze.
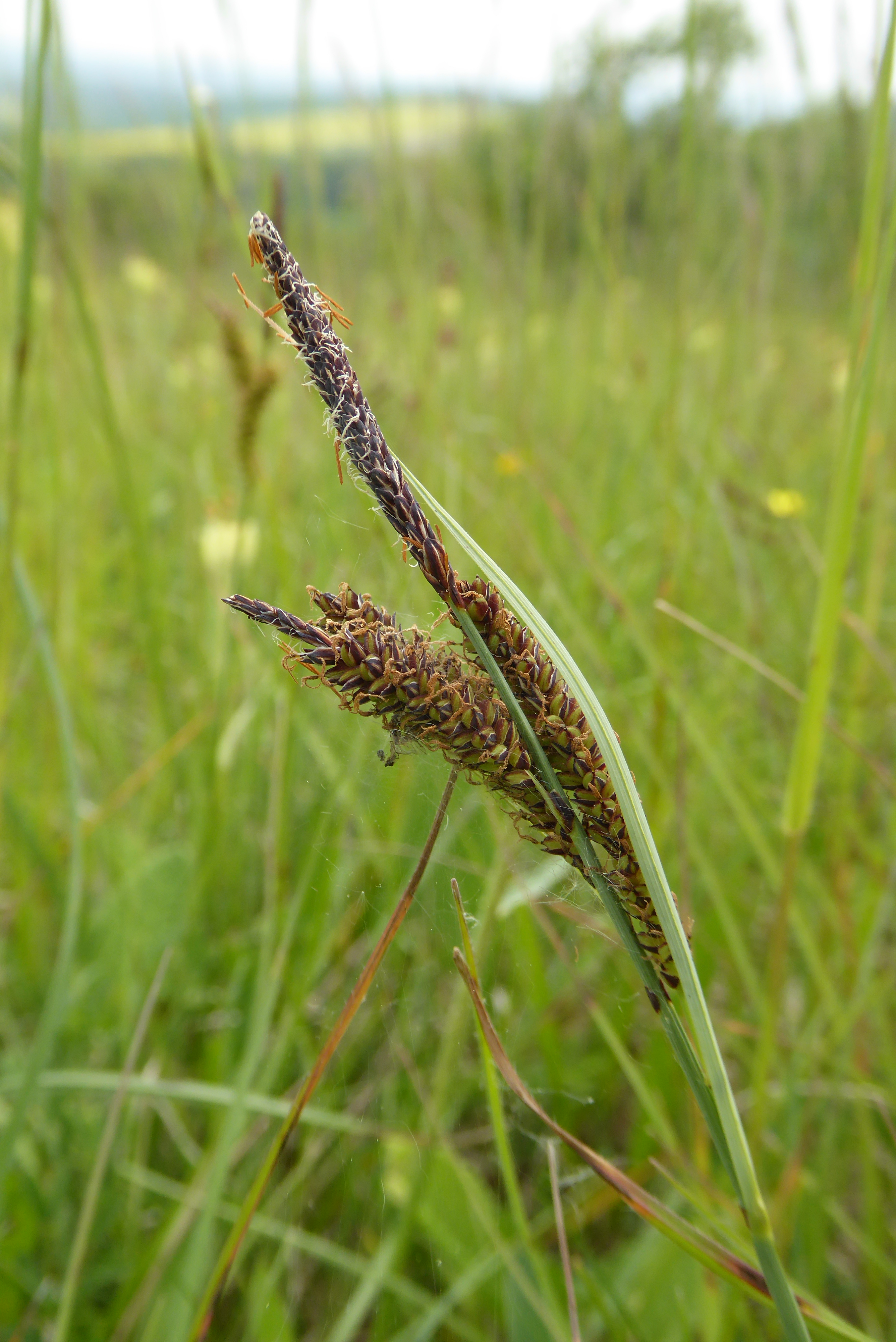
Zeegroene zegge (C. flacca) bloeiwijze.
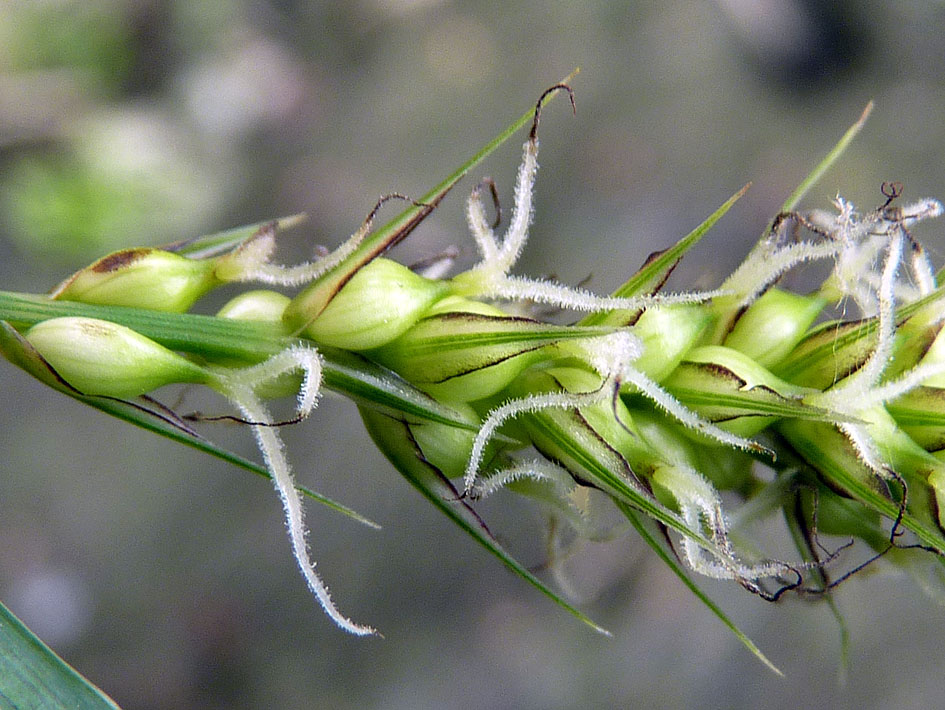
"Vrouwelijke aar" van oeverzegge (C. riparia)
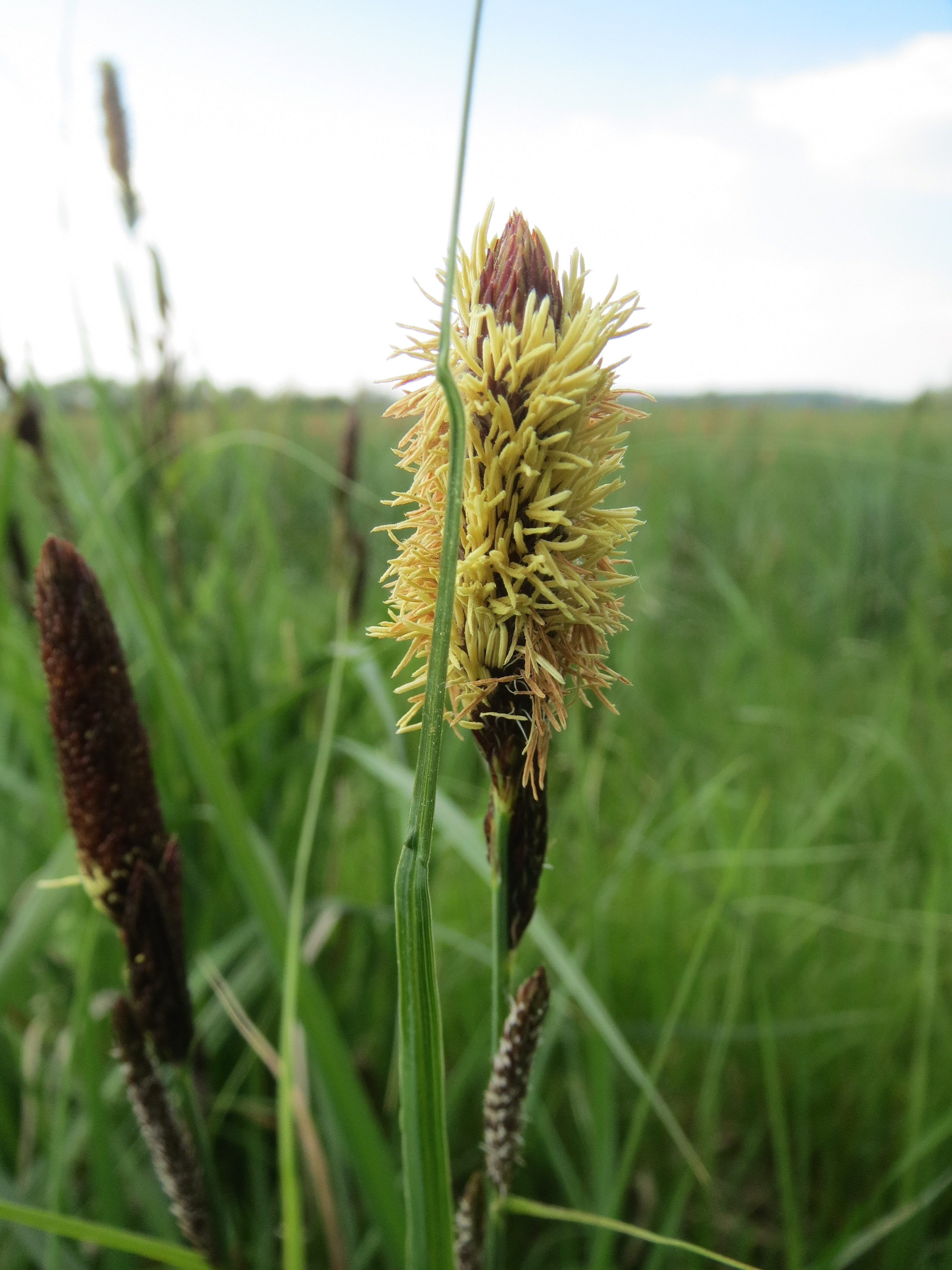
"Mannelijke aar" van moeraszegge (C. acutiformis)

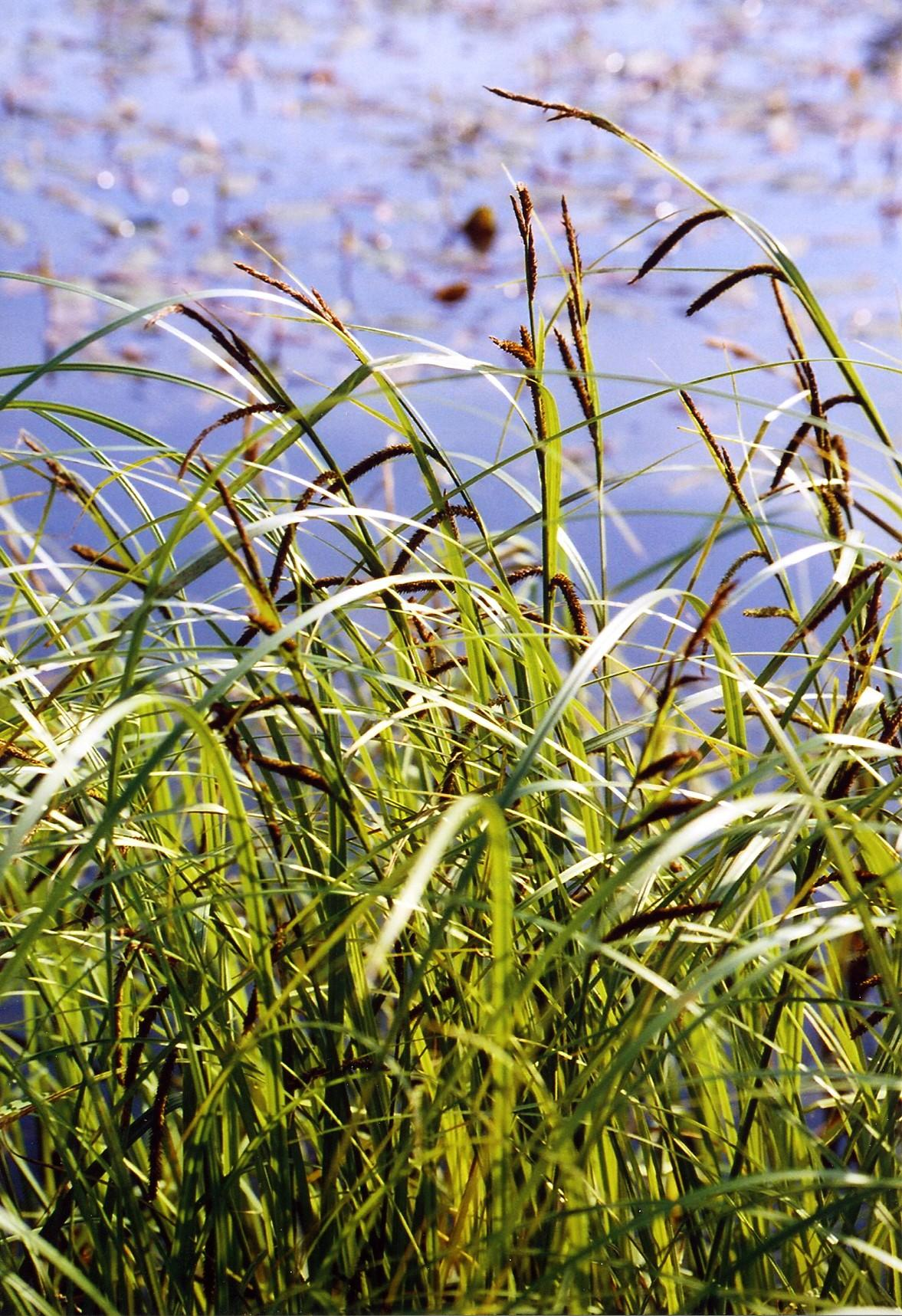
Scherpe zegge (C. acuta)
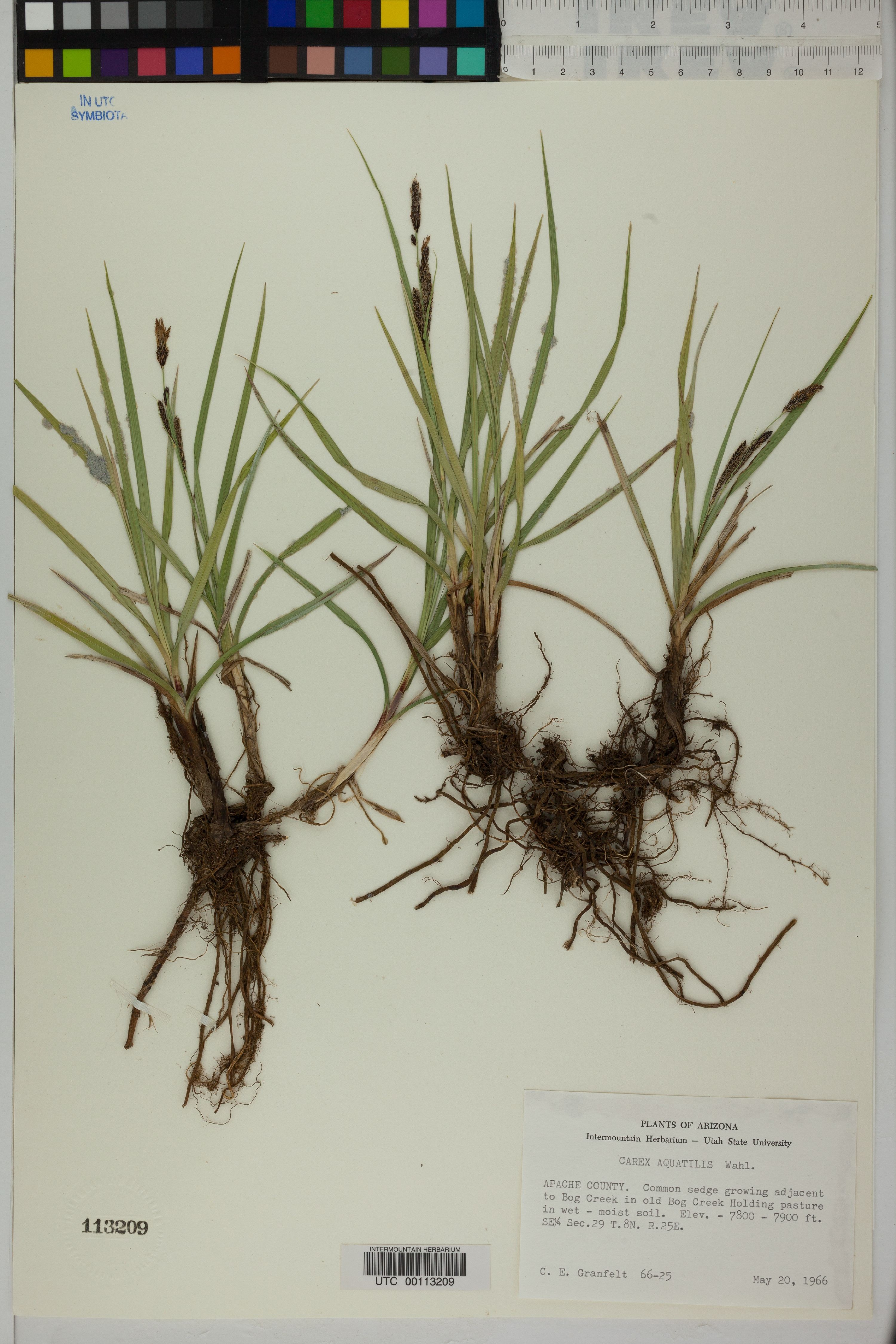
Wortelstokken van noordse zegge (C. aquatilis)
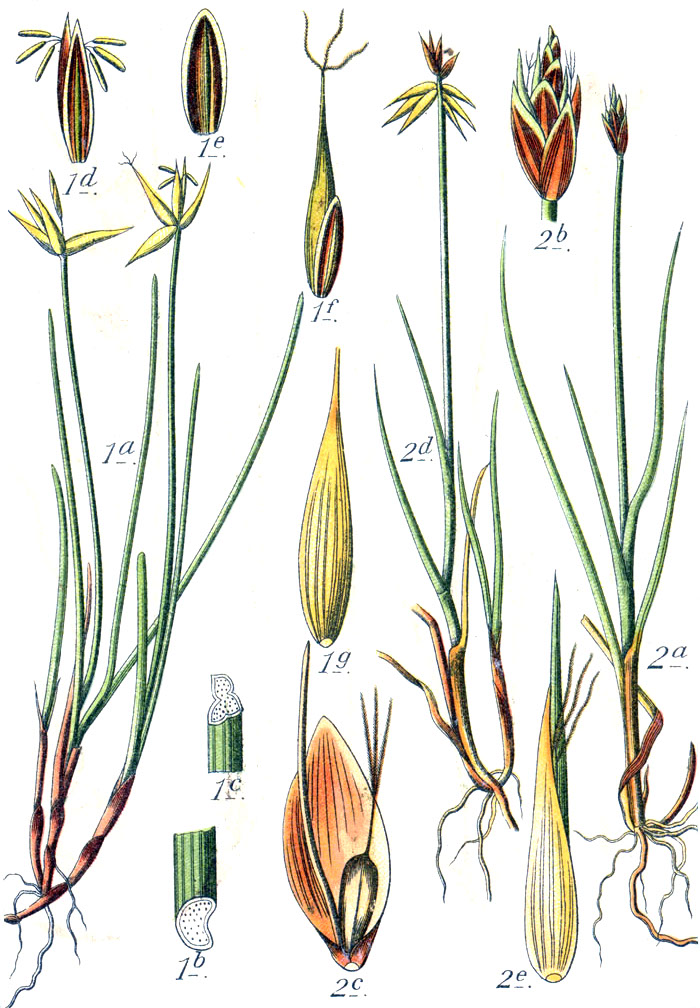
Armbloemige zegge (C. pauciflora), met rachilla in urntje

## In Nederland voorkomende soorten
In Nederland voorkomende soorten zijn:
- Blaaszegge (C. vesicaria)
- Blauwe zegge (C. panicea)
- Bleke zegge (C. pallescens)
- Blonde zegge (C. hostiana)
- Boszegge (C. sylvatica)
- Dichte bermzegge (C. muricata)
- Draadzegge (C. lasiocarpa)
- Drienervige zegge (C. trinervis)
- Dwergzegge (C. viridula)
- Elzenzegge (C. elongata)
- Geelgroene zegge (C. demissa)
- Gele zegge (C. flava)
- Gewone bermzegge (C. spicata)
- Gladde zegge (C. laevigata)
- Groene bermzegge (C. divulsa)
- Hangende zegge (C. pendula)
- Hazenzegge (C. ovalis)
- Heidezegge (C. ericetorum)
- Hoge cyperzegge (C. pseudocyperus)
- IJle hazenzegge (C. crawfordii)
- IJle zegge (C. remota)
- Kleine knotszegge (C. hartmanii)
- Knotszegge (C. buxbaumii)
- Kustzegge (C. divisa), ook wel: waardzegge
- Kwelderzegge (C. extensa)
- Moeraszegge (C. acutiformis)
- Noordse zegge (C. aquatilis)
- Oeverzegge (C. riparia)
- Paardenhaarzegge (C. appropinquata)
- Pilzegge (C. pilulifera)
- Pluimzegge (C. paniculata)
- Polzegge (C. cespitosa)
- Ribbelzegge (C. vulpinoidea)
- Rivierduinzegge (C. ligerica)
- Ronde zegge (C. diandra)
- Ruige zegge (C. hirta)
- Scherpe zegge (C. acuta)
- Schubzegge (C. lepidocarpa)
- Slanke zegge (C. strigosa)
- Slijkzegge (C. limosa)
- Snavelzegge (C. rostrata)
- Sterzegge (C. echinata)
- Stijve zegge (C. elata)
- Stippelzegge (C. punctata)
- Trilgraszegge (C. brizoides)
- Tweehuizige zegge (C. dioica)
- Tweenervige zegge (C. binervis)
- Tweerijige zegge (C. disticha)
- Valse voszegge (C. otrubae)
- Valse zandzegge (C. reichenbachii)
- Viltzegge (C. tomentosa)
- Vingerzegge (C. digitata)
- Vlozegge (C. pulicaris)
- Voorjaarszegge (C. caryophyllea)
- Voszegge (C. vulpina)
- Vroege zegge (C. praecox)
- Zandzegge (C. arenaria)
- Zeegroene zegge (C. flacca)
- Zilte zegge (C. distans)
- Zompzegge (C. canescens)
- Zwarte zegge (C. nigra)

## Overige beschreven soorten
- Cyperzegge (C. bohemica)
- C. chathamica
- Vogelpootzegge (C. ornithopoda)
- C. trifida